# Château de Mytilène
Le château de Mytilène (en grec moderne : Κάστρο της Μυτιλήνης / Kástro tis Mytilínis), également appelé Forteresse de Mytilène (Φρούριο της Μυτιλήνης / Froúrio tis Mytilínis) est situé dans la ville de Mytilène, sur l'île de Lesbos, en Grèce. Il est maintenu en bon état et est l'un des plus grands châteaux de la Méditerranée, couvrant une superficie de 60 hectares. Le premier château sur le site pourrait avoir été érigé à l'époque de Justinien Ier (527-565). Le château du VIe siècle a peut-être été construit sur une forteresse déjà existante. À la fin du Moyen Âge, le château est la résidence de Francesco I Gattilusio et de ses successeurs, notamment la tour connue aujourd'hui sous le nom de Tour de la Reine. Il existe également de fortes présomptions que l'acropole originelle du site ait pu comprendre un sanctuaire de Déméter, Perséphone et Cybèle. 

## Histoire
La forteresse du château de Mytilène se trouve sur une colline entre les ports nord et sud de la ville. Depuis l'écriture d'Homère, l'île de Lesbos est une ville organisée depuis 1054 av. J.-C. Le premier port de Mytilène est uni durant l'Antiquité par un canal de 700 mètres de long et 30 mètres de large. Le mot grec Εύριπος ou Eúripos est un terme couramment utilisé pour désigner un détroit. Le détroit permettait le passage d'anciens bateaux à voile à 3 rameurs ou plus appelés Trières. Les bateaux qui passaient mesuraient 34 mètres et un tirant d'eau de 4 mètres. Le château à cet endroit était à l'est de l'île. L'île du château était habitée.
Les zones de la ville qui étaient densément peuplées reliaient les deux terrains par des ponts en marbre, dont l'un est encore visible sous un bâtiment moderne. Ils suivaient généralement une ligne courbe. La ligne droite commençait au vieux marché appelé Epano Skala. Elle était également proche de la rue Metropolis et se terminait au port sud. Le canal traversait ce qui s'appelle aujourd'hui la rue Ermoo. Au XVIe siècle, si ce n'est plus tôt, le canal a été comblé. 
Le noyau original de la forteresse, conçu à l'époque byzantine, aurait été construit au sommet de l'acropole antique. Selon un ancien texte trouvé dans la langue éolienne de Lesbos. Mytilène a été orthographiée dans de nombreux styles différents ; deux exemples sont Mytileanaean et, comme le mentionne Aristote, Maloeis, qui était un port de Lesbos. Selon le même texte, un temple d'Apollon existait à Maloeis, comme nous l'apprend Thucydide. Les temples étaient généralement érigés sur l'acropole. Un temple d'Apollon peut avoir existé dans l'infrastructure du château. Un autre argument a été avancé par Susan-Marie Cronkite dans sa thèse de doctorat, selon lequel un sanctuaire de Déméter a pu reposer à l'acropole tout au long de l'histoire de Mytilène.
La ville prospère et est en ligue avec le roi de Macédoine. Lesbos se joint à une révolte contre Rome lors des guerres de Mithridate et en 88 av. J.-C. les Romains détruisent Mytilène et le temple de Mytilène supposé être le temple d'Apollon. Ils étendent leur domination sur l'ensemble de l'île. Pompée accorde ensuite à Mytilène l'autonomie, que l'empereur Vespasien révoque en 70 après J.-C. mais que l'empereur Hadrien rétablit par la suite. Théophane de Mytilène, au Ier siècle av. J.-C., était un historien et un intellectuel qui était ami avec Pompée ; selon Plutarque, il accorde des libertés à Mytilène par égard pour Théophane. Selon les fouilles effectuées dans le château de Mytilène et ailleurs dans la ville, les archéologues ont découvert une variété de pièces de bronze commémorant le portrait de Théophane,.
Les premières modifications importantes de la forteresse sont effectuées par Francesco I Gattilusio en 1373. Le château est bombardé et capturé par les Ottomans en 1462. En 1501, le sultan Bayézid II répare les dommages subis par le château pendant la guerre vénéto-ottomane (1499-1503), et construit deux grandes tours rondes avec des canons et développe de nouveaux murs. 
De nouvelles constructions visant à moderniser le château sont entreprises en 1643-1644 par Bekir Pasha, à l'époque du sultan Ibrahim Ier, peut-être en vue de la guerre de Crète (1645-1669) ou en raison de la destruction par un tremblement de terre. Ils effectuent des réparations sur les murs, érigeant une nouvelle muraille devant le mur médiéval existant. Devant ces nouvelles structures, un large et profond fossé est créé.

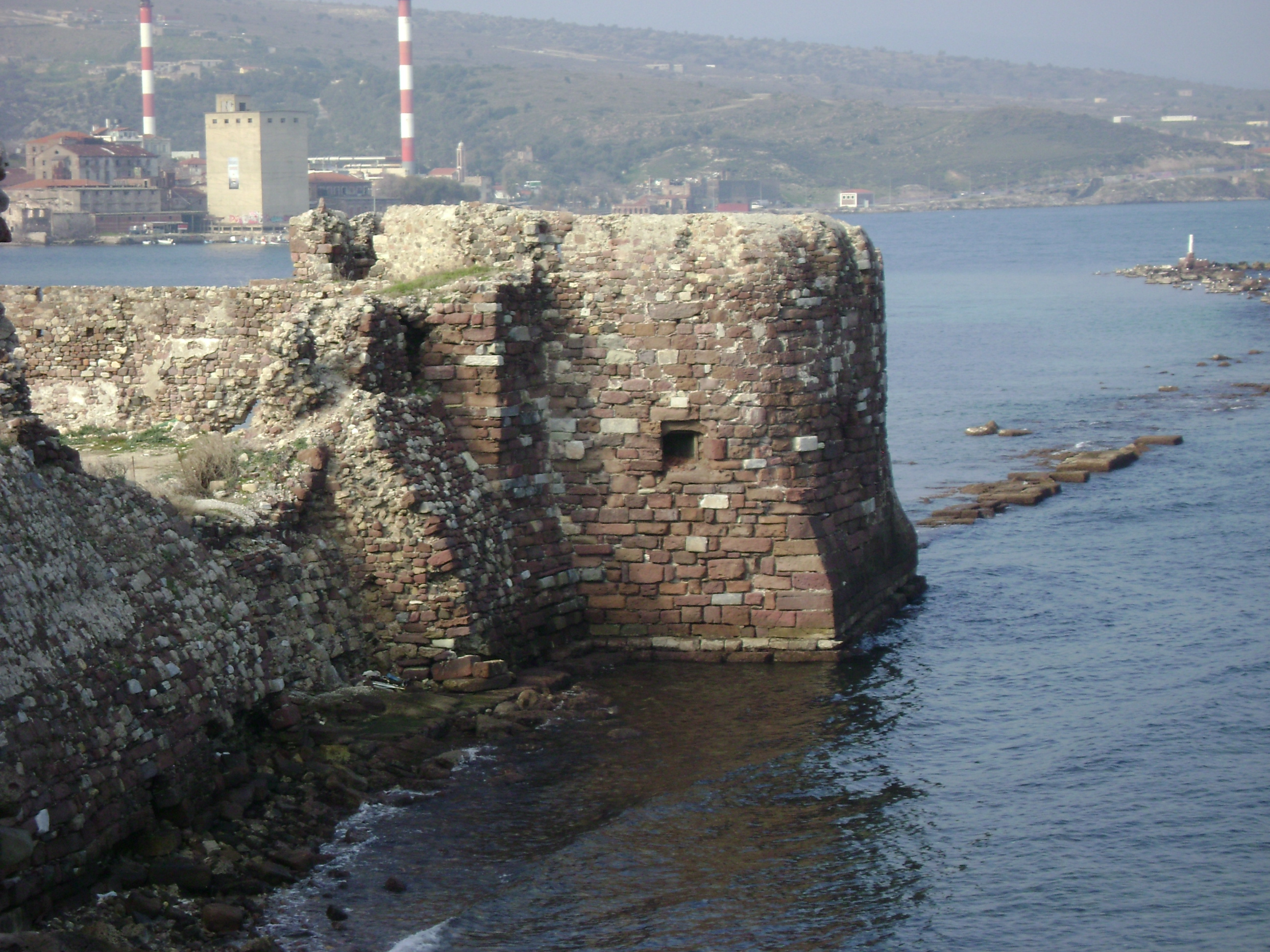
Le château inférieur ou la fortification ottomane, dans la région d'Epáno Skála à Mytilène.

D'autres modifications et ajouts suivent, dont le plus important est effectué en 1677 par les Ottomans. Les sections inférieures nord des fortifications sont ajoutées. Le théâtre antique de Mytilène est utilisé pour les matériaux de construction. En 1756, l'amiral Kuramadji ajoute une tour polygonale près du port d'Epáno Skála.
Au cours du XIXe siècle, la fonction et le caractère du château changent. Le château présente un caractère plus militaire, comme l'indiquent les casernes construites près de la madrasa et la chambre à poudre voisine. Ses murs, cependant, ne sont pas assez épais ou solides pour résister aux attaques de canons, en particulier du côté de la mer.
L'île est capturée par la Grèce pendant la première guerre balkanique, le 8 novembre 1912. Après 1912, le château est utilisé comme source de matériaux de construction pour bâtir des logements de réfugiés, ce qui entraîne sa ruine progressive. Le segment intra-muros continue à être habité jusqu'à peu après la Seconde Guerre mondiale. Les habitants établissent également des maisons closes (fermées depuis les années 1980) dans le château inférieur. 
Le château est désormais utilisé pour des fêtes locales en été et des visites touristiques ; il est déclaré site historique.

## Architecture

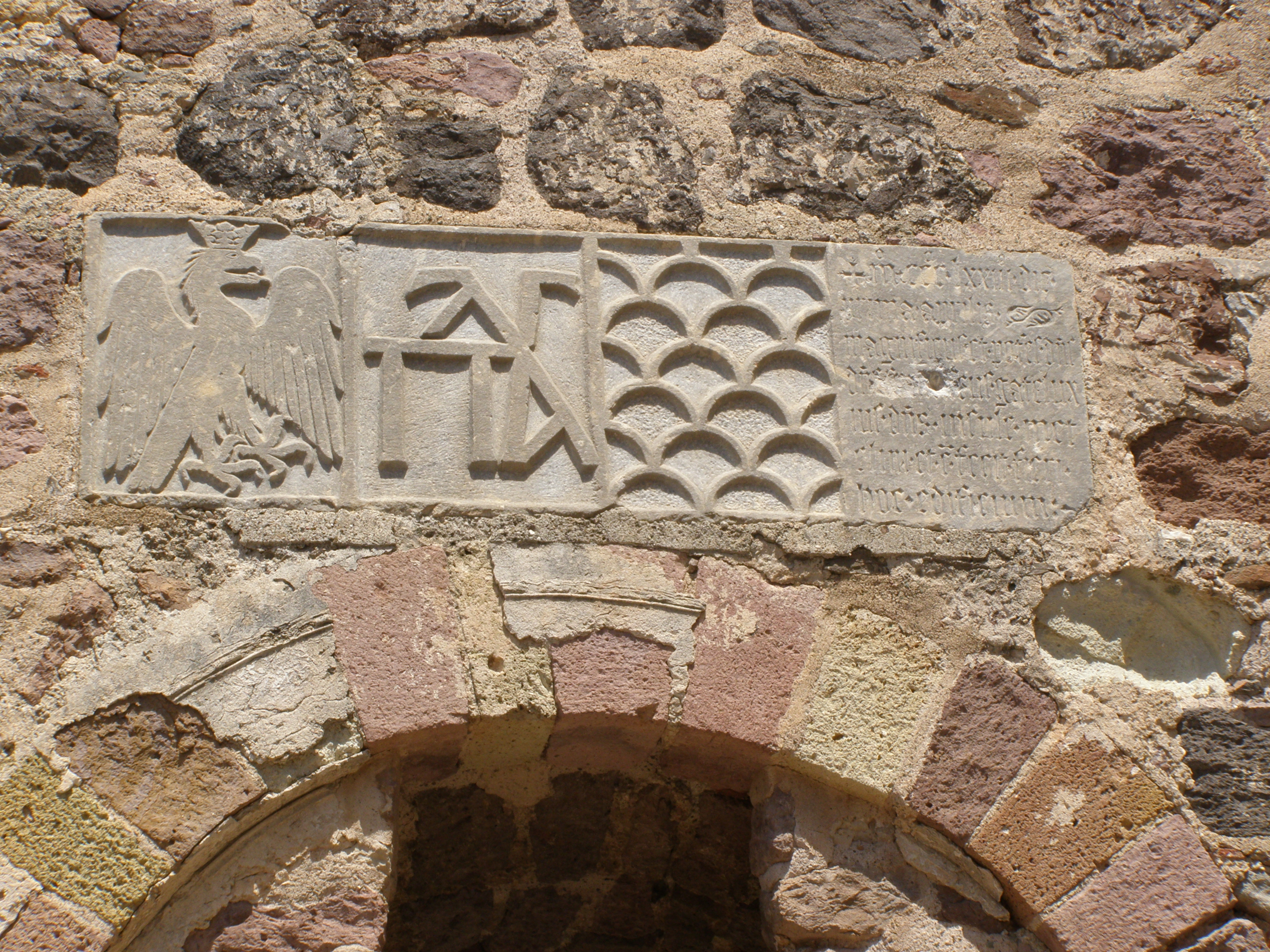
Relief du château de Mytilène, montrant le symbole de la famille Paléologue (au centre à gauche) et les armoiries des Gattilusi (au centre à droite).

D'un point de vue morphologique, le château est divisé en trois sections : 
- L'acropole ou château supérieur se trouve au nord et est le point le plus haut de la colline.Il s'y trouve un thesmophorion et le château de Francesco I Gattilusio.
- Le château moyen, construit principalement par Francesco I Gattilusio mais modifié par les Ottomans.
- Le château inférieur sur le côté nord-ouest a été ajouté par les Ottomans en 1644, la partie inférieure a un bain turc.

Dans le château supérieur, les ajouts de Francesco Gattilusio comprennent une tour carrée en pierre, décorée des armoiries familiales des Gattilusi et des Paléologue. Elle est également connue sous le nom de tour de la reine. Le château intermédiaire a été modifié par Francesco I Gattilusio. Pendant la période ottomane, il y a eu plusieurs ajouts, notamment la mosquée de Kulé, un séminaire ottoman, un tekke, une madrasa, un imaret, une maison de bain, le magasin de poudre à canon, une citerne et une fontaine qui subsistent encore aujourd'hui. Les Ottomans ont également ajouté l'Orta Kapu (porte ottomane). 
L'intérieur de la forteresse fait l'objet de fouilles par l'Institut archéologique canadien, qui a mis au jour des bâtiments des périodes archaïque et classique ainsi que des vestiges datant de l'époque médiévale. En 2000, la reconstruction de l'Orta Kapi (porte centrale ouest) et de la citerne a commencé, et la restauration de l'intérieur du monument est en cours. Ces dernières années, un espace a été créé à l'intérieur de la forteresse pour accueillir des manifestations culturelles estivales.

## Galerie

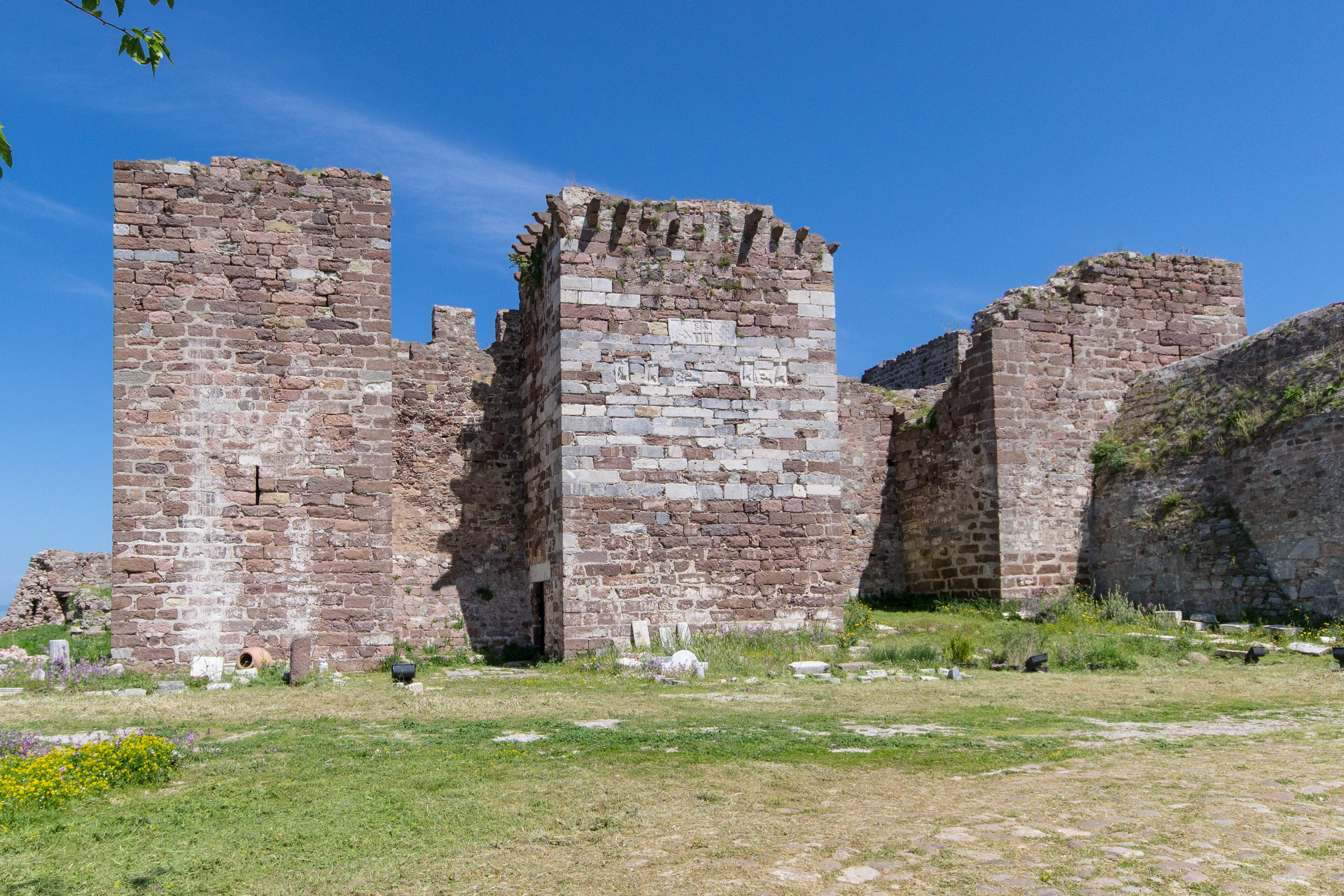
Maison des Gattilusi - Tour de Vassilopoula - Château supérieur.
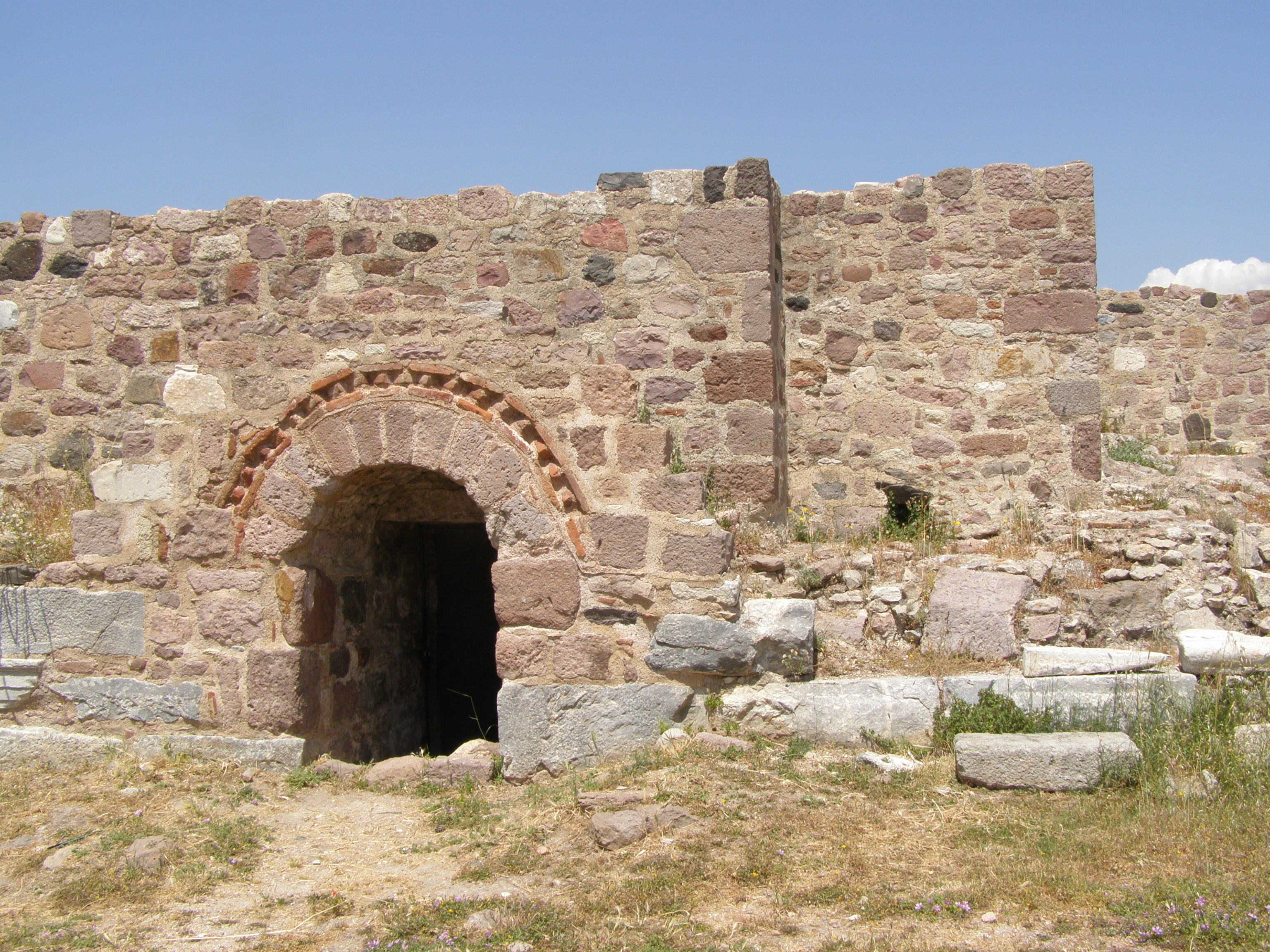
L'entrée du kinshturn (réservoir d'eau de pluie souterrain).
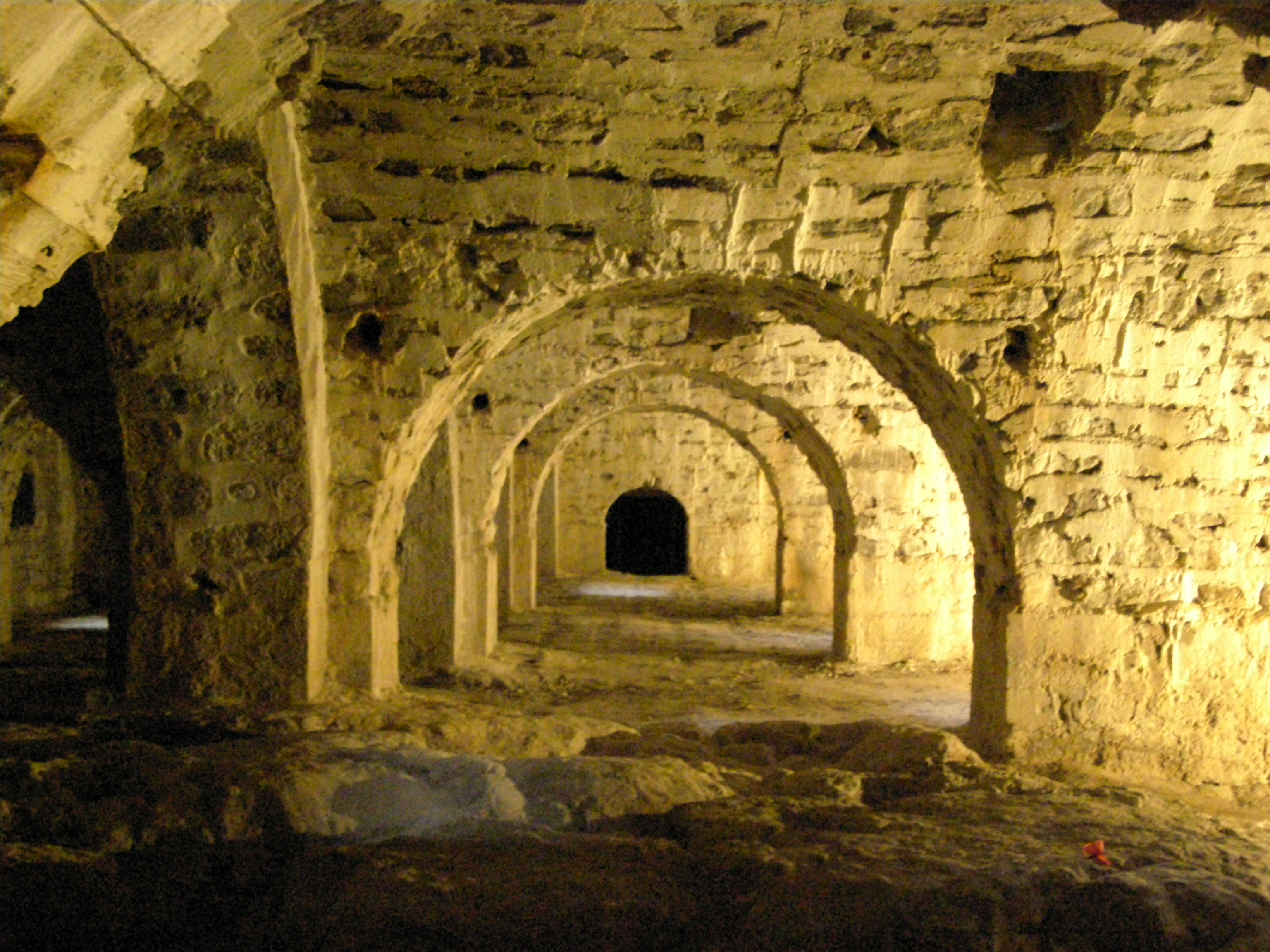
Vue intérieure.
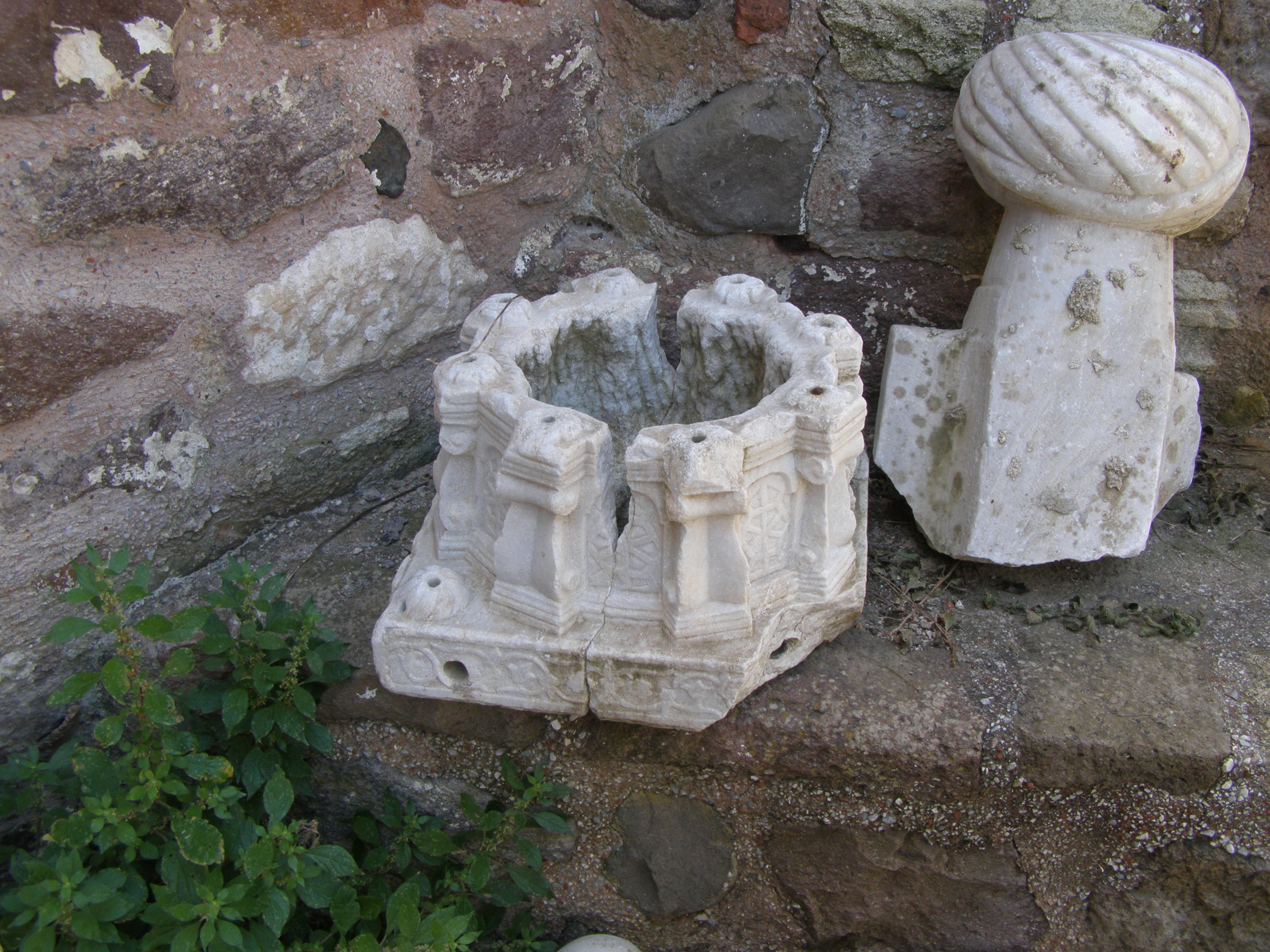
Une partie de la décoration d'une église et un mezar ottoman provenant du château de Mytilène.
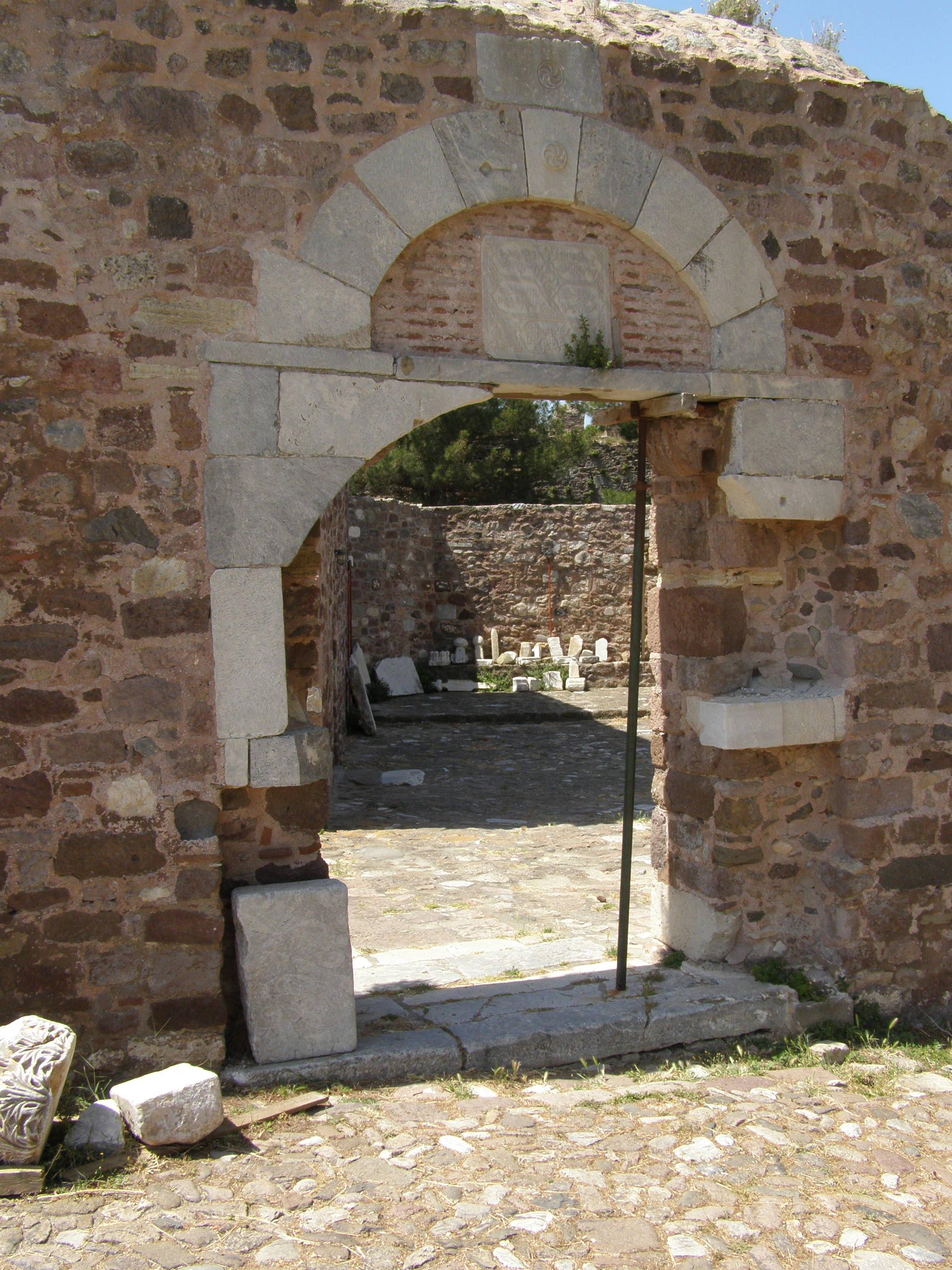
Entrée de la partie nord du château.
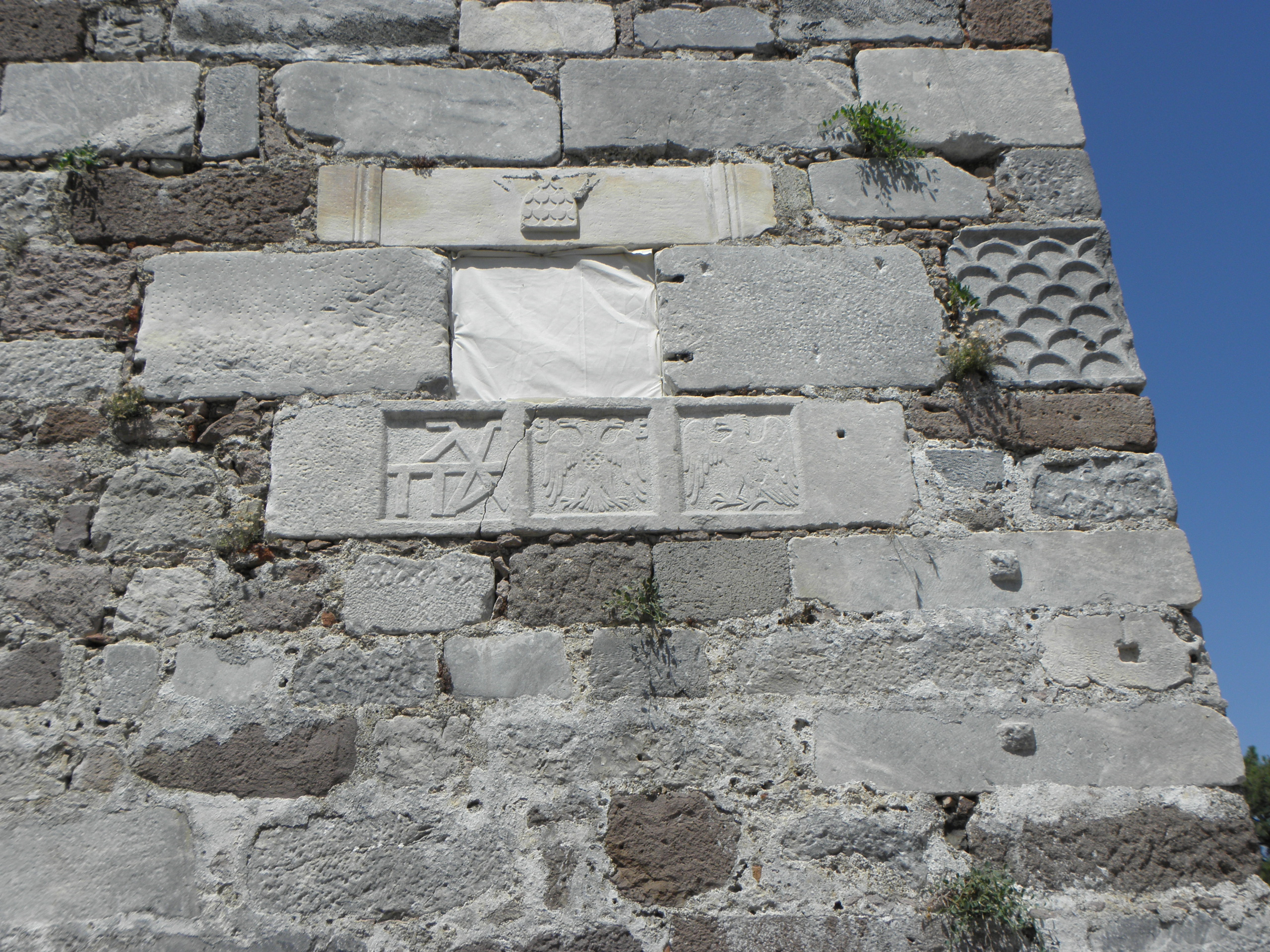
Le monogramme et le bicéphale des Paléologue, à droite l'aigle dorien et au-dessus les armoiries des Gattilusi.